# Odunec
Odunec é uma comuna checa localizada na região de Vysočina, distrito de Třebíč.